# Hanna Malar
Hanna Wasyliwna Malar (ukr. Ганна Василівна Маляр; ur. 28 lipca 1978 w Kijowie) – ukraińska prawnik, kryminolog, polityk, wiceminister obrony Ukrainy.

## Życiorys
Urodziła się w 1978 roku w Kijowie. Jej rodzice byli inżynierami, jednak ona już w wieku 10 lat marzyła o karierze prawniczki. W 2000 roku ukończyła studia prawnicze, specjalizowała się w kryminologii i uzyskała stopień doktorski w zakresie prawa. Autorka ponad 40 prac naukowych, specjalizowała się w przestępstwach przeciwko bezpieczeństwu państwa i zbrodniach wojennych.
Jej analiza prawna konfliktu na wschodzie Ukrainy z 2016 roku zaczęła być wykorzystywana w praktyce sądowniczej, Malar dowodziła w niej, że wydarzenia w Donbasie to wojna, a nie lokalne akty terroryzmu ze strony separatystów i udział w nich poszczególnych obywateli Ukrainy w żaden sposób nie zmienia międzynarodowego statusu konfliktu na krajowy. Malar zajęła się wkrótce potem tematyką komunikacji strategicznej w obronności, obejmującą zorganizowanie obrony Ukrainy w przestrzeni informacyjnej i opanowanie umiejętności wojny hybrydowej. Efektem m.in. jej prac było powołanie w 2018 roku zespołu, który razem z Akademią Służby Bezpieczeństwa Ukrainy opracował kurs komunikacji dla pracowników sektorów bezpieczeństwa i obronności, a sama Malar szkoliła później pracowników służb.
W latach 2000–2010 wykładała na Kijowskim Uniwersytecie Międzynarodowym, awansując kolejno do posady profesora i wicedyrektor Instytutu Prawa, ma także licencję na wykonywanie zawodu adwokata, którą uzyskała w 2007 roku. W 2010 roku uzyskała stopień kandydata nauk. 
Od 2010 roku pracowała w Państwowym Instytucie Badawczym Ceł jako zastępca dyrektora Departamentu Problemów Prawnych Ceł. Potem w latach 2013–2020 pracowała w Państwowej Szkole Sędziowskiej. Ponadto pracowała dla służby celnej jako radca trzeciej rangi i była też szefową organizacji pozarządowej Centrum Badań Prawnych i Kryminologicznych. Przez ok. 10 lat występowała jako ekspert w programach telewizyjnych, a także współprowadziła jeden z tych programów.
W 2020 roku bez powodzenia kandydowała do rady miasta Kijowa z listy partii Sługa Ludu prezydenta Wołodymyra Zełenskiego, jednak dostała wtedy dalekie miejsce na liście i nie uzyskała mandatu radnej, zdobywając jedynie ok. 1,5 tys. głosów. Wiceminister obrony Ukrainy została w sierpniu 2021, a w jej obowiązkach miały być kontakty z mediami. Po odwołaniu ministra Andrija Tarana, pozostała na stanowisku, nadal odpowiadając w ministerstwie obrony za komunikację. W czasie inwazji rosyjskiej na Ukrainę, Malir jako jedna z dwóch osób w państwie informowała świat o przebiegu wojny, obok rzecznika sztabu prezydenta Wołodymyra Zełenskiego, Ołeksija Arestowycza.
Ma męża Wadyma i syna Artema. Jej mąż jest przedsiębiorcą w sektorze budowlanym i obrotu nieruchomościami.